# Hassan Benabicha
Hassan Benabicha est un entraîneur marocain de football né en 1964 à Khémisset, joueur emblématique du Wydad de Casablanca.

## Biographie
Il joue pendant plusieurs années au sein du Wydad de casablanca et il est l'un des joueurs emblématiques du club.
Ensuite, il entraîne plusieurs équipes dont l'AS FAR, le KACM, la JSM
Il est par la suite devenu en 2011, l'entraîneur de l'équipe du Maroc junior qu'il quitta pour prendre en main l'équipe du Maroc A' qui disputa le Championnat d'Afrique des nations de football 2014 en Afrique du Sud en janvier 2014, avec une élimination en quart de finale.
Il dirigea l'équipe du Maroc durant le match amical contre le Gabon, le 5 mars 2014 à Marrakech qui se solda par un match nul (1-1).
En mai 2014, il est nommé entraîneur de l'équipe du Maroc Olympique.
En janvier 2016, il est nommé entraîneur du Kawkab de Marrakech.

## Sélection en équipe nationale
| Caps | Date       | Match                 | Lieu       | Score          | Compétition         |
| X    | 19/09/1987 | Algérie B - Maroc     | Lattaquié  | 1 - 2          | JM 1987             |
| X    | 17/01/1988 | Tunisie - Maroc       | Tunis      | 1 - 0          | Elim. JO 1988       |
| 1    | 02/02/1988 | Autriche - Maroc      | Monaco     | 1 - 3          | Tournoi             |
| 2    | 05/02/1988 | France - Maroc        | Monaco     | 1 - 0          | Tournoi             |
| 3    | 03/03/1988 | Maroc - RDA           | Mohammedia | 2 - 1          | Amical              |
| 4    | 19/03/1988 | Maroc – Côte d’ivoire | Casablanca | 0 - 0          | CAN 1988            |
| 5    | 26/03/1988 | Maroc - Algérie       | Casablanca | 1 - 1(3 - 4 p) | Classement CAN 1988 |
| 6    | 21/02/1990 | Maroc – Côte d’Ivoire | Casablanca | 2 - 1          | Amical              |
| 7    | 02/09/1990 | Maroc - Maurtitanie   | Casablanca | 4 - 0          | Elim. CAN 1992      |
| 8    | 12/09/1990 | Irlande - Maroc       | Dublin     | 1 - 0          | Amical              |
| 9    | 13/01/1991 | Maroc – Côte d’ivoire | Rabat      | 3 - 1          | Elim. CAN 1992      |
| 10   | 27/01/1991 | Niger - Maroc         | Niamey     | 1 - 0          | Elim. CAN 1992      |
| 11   | 03/04/1991 | Algérie - Maroc       | Annaba     | 2 - 2          | Amical              |
| ---- | ---------- | --------------------- | ---------- | -------------- | ------------------- |

## Palmarès

### En tant que joueur
- Champion du Maroc
  - Champion : 1986, 1990, 1991, 1993
  - Vice-champion : 1994, 1997
- Coupe du Trône
  - Vainqueur : 1989, 1994, 1997
- Ligue des champions de la CAF
  - Champion : 1992
- Coupe afro-asiatique
  - Champion : 1993
- Ligue des champions arabes
  - Champion : 1989
- Supercoupe Arabe
  - Champion : 1992

### En tant qu'entraîneur
Équipe du Maroc junior :
- Jeux méditerranéens
  -  Médaillé d'or en 2013
- Jeux de la francophonie
  -  Finaliste en 2013
- Jeux de la Solidarité Islamique
  -  Médaillé d'or en 2013
- Tournoi de Toulon
  - Finaliste en 2015